# 二本立て興行

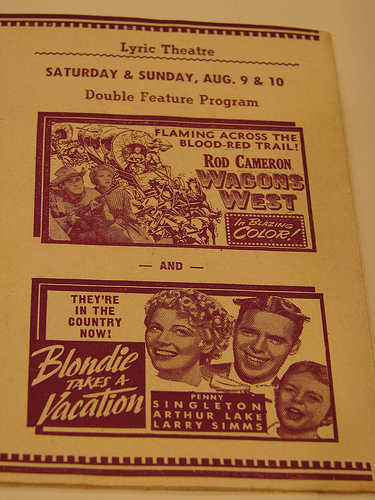
二本立て興行のポスター。『Wagons West』と『Blondie Takes a Vacation』（1952年）

二本立て興行（にほんだてこうぎょう、double feature、double bill）は、興行の一形態で、一本分の料金で二つの作品を上演・上映すること。主に映画の興行形態として見られた。

## オペラの二本立て興行
オペラの歌劇場では、一幕または二幕の短編オペラを単独で上映するのは困難だったため、二本立てにして上演していた。著名な例では、1893年メトロポリタン・オペラで二本立てで上演されたマスカーニの『道化師』と『カヴァレリア・ルスティカーナ』である。この二作は二本立てで上演されることが多く、オペラ界では「Cav and Pag」と呼ばれている。

## 発祥と形式

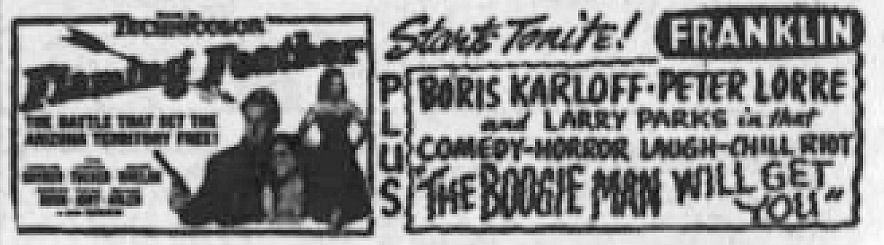
ペンシルベニア州にあるフランクリン・シアターの新聞広告。『アリゾナの襲撃』と『The Boogie Man Will Get You』の二本立て興行（1952年）

映画の二本立て興行は1930年代に始まった、それまでは、メインの長編映画に数本の短編（実演、短編アニメ、短編実写喜劇映画、短い珍品、ニュース映画）を添えるのが一般的だった。
1929年、アメリカ合衆国にトーキーが広まり、独立系の劇場はそれまでの上映形態を考え直さなければならなくなった。さらに、大恐慌がはじまって収益も落ち込んだ。
劇場経営者は、二本の映画を一本分の料金で上映することで観客を劇場に呼び戻し、さらにコストを削減できると考えた。この戦術は見事に当たり、スタンダードな上映形態となった。
1930年代の典型的な二本立て興行の構成は以下の通り。
- 予告編
- ニュース映画
- アニメなどの短編
- 低予算の長編映画（いわゆるB級映画）
- 短い幕間
- メインの長編映画（A級映画）

小さな町の映画館は二本立て興行で、一本立て興行の大劇場に対抗し好成績をあげた。メジャーの撮影所もこれに注目し、空いたセットとスタッフを利用してB級映画を製作。また、リパブリック・ピクチャーズやモノグラム・ピクチャーズといったB級映画専門の会社も生まれた。

## 衰退

コネティカット州にあるドライブインシアター。『ピンク・パンサー2』と『ピンク・パンサー3』の二本立て興行（1977年）

二本立て興行はブロック・ブッキングという配給システムを生んだ。これは、メジャー・スタジオがA級映画と一緒に指定するB級映画を上映するよう要求する抱き合わせ商法だった。1948年、合衆国最高裁判所はこれを独占禁止法と裁定し（パラマウント裁判）、スタジオ・システムは終わりを告げた。
スタジオからの要求はなくなったが、小さな町の映画館、とくにドライブインシアターは集客のために二本立て興行が必要だった。1940年代終わりまでにはアメリカの映画館のうち、二本立て興行を専門とするものが29％、専門ではないもののやっているところが36％にのぼった。なお、パラマウント裁判以降、添え物作品の選定に多少の変化もあった。具体的には、
- メジャースタジオによる旧作のリバイバル
- メジャースタジオから権利を買い取った旧作のリバイバル（リアラート・ピクチャーズやアスター・ピクチャーズというリバイバル専門の会社があった）
- 小さなスタジオが製作した低予算映画

小さなスタジオの中には、ジェームズ・H・ニコルソンとサミュエル・Z・アーコフが設立したアメリカン・インターナショナル・ピクチャーズ（AIP）がある。メジャーより低い取り分でB級映画を提供した。
1960年代になると、二本立て興行はドライブインシアターで上映されるだけになり、現代のような一本立て興行が支持されるようになった。ただし、ジェームズ・ボンドやマット・ヘルムといったスパイ映画やマカロニ・ウェスタンはメジャー映画の添え物として再上映されることもあった。
現在、二本立て興行は廃れてしまったが、懐かしさをもって愛されている。オーストラリアのメルボルンには1936年のオープン以来二本立て興行を続けているアスター・シアターがある。

## 復活
1990年代、二本の映画を一緒にしたVHSが「ダブル・フィーチャーズ（double features）」という名前で売られていた。
2007年、クエンティン・タランティーノとロバート・ロドリゲスは映画『グラインドハウス』で二本立て興行をスクリーン上で再現した。
日本の映画監督、北村龍平と堤幸彦は観客の投票により雌雄を決する「DUEL（Duel Project）」という新しい試みの二本立て興行を行った。
2009年10月2日、『トイ・ストーリー3』公開前に、前2作（『トイ・ストーリー』『トイ・ストーリー2』）が二本立て興行でリバイバル上映された。限られた劇場でディズニーデジタル3-Dでの上映だった。同様に2010年6月29日、『エクリプス/トワイライト・サーガ』前に『トワイライト〜初恋〜』と『ニュームーン/トワイライト・サーガ』が限られた劇場で一夜限りの上映。

## 日本国内においての二本立て興行
日本では20世紀末まで洋画・邦画を問わず主流の形式であった。
特に子供向け映画では度々見られ、東映まんがまつり・東映アニメフェアや東宝チャンピオンまつりのように数本立ての短中編をセットで上映するキャンペーン形式の興行形態もあり、また中には『ゴジラシリーズ』と『劇場版とっとこハム太郎』シリーズのような異色の組み合わせもあった。
しかし、20世紀末にシネマコンプレックスが台頭し、各回入れ替え制・指定席普及に伴い徐々に減少していった。
この他厳密には同時上映形式ではない（双方の鑑賞を鑑賞するにはそれぞれ鑑賞料金が発生する）が、2011年には劇場版ポケットモンスターの14作目が二本同時に公開された（『劇場版ポケットモンスター ベストウイッシュ ビクティニと黒き英雄 ゼクロム・白き英雄 レシラム』））。この二本は同じストーリーだが、いくつかの違いがある。